# 1894 no cinema

## Principais filmes produzidos

### Filmes de William K.L. Dickson
- Annabelle Butterfly Dance
- Annabelle Sun Dance
- Carmencita
- Chinese Opium Den
- Cock Fight
- Cock Fight, No. 2
- Dickson Experimental Sound Film
- Fire Rescue Scene
- Fred Ott's Sneeze
- Hadj Cheriff
- Leonard-Cushing Fight
- The Barbershop

### Filmes de outros diretores
- Miss Jerry, de Alexander Black.
- Un rêve au coin du feu, de Émile Reynaud.

## Nascimentos

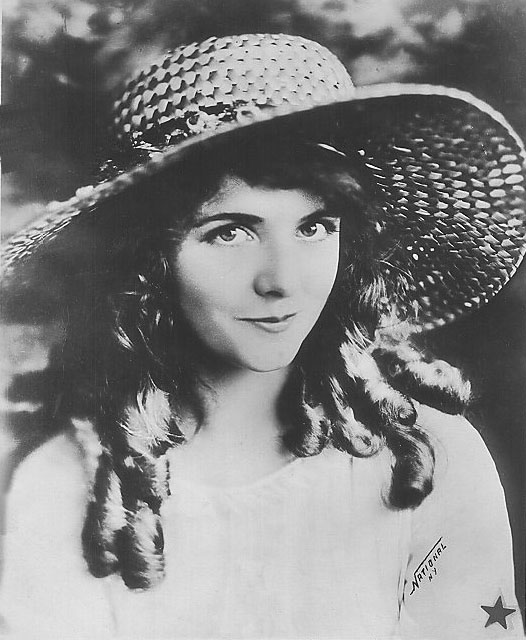
Olive Thomas

| Data            | Nome           | Profissão         | Nacionalidade  | Observações | Ref   |
| --------------- | -------------- | ----------------- | -------------- | ----------- | ----- |
| 2 de fevereiro  | King Vidor     | cineasta          | Estados Unidos | m. 1982     |       |
| 14 de fevereiro | Jack Benny     | ator e comediante | Estados Unidos | m. 1974     |       |
| 2 de maio       | Norma Talmadge | atriz             | Estados Unidos | m. 1957     | [ 1 ] |
| 25 de julho     | Walter Brennan | ator              | Estados Unidos | m. 1974     |       |
| 15 de setembro  | Jean Renoir    | cineasta e ator   | França         | m. 1979     |       |
| 20 de outubro   | Olive Thomas   | atriz             | Estados Unidos | m. 1920     |       |
| 13 de novembro  | Nita Naldi     | ator              | Estados Unidos | m. 1961     |       |
| 13 de novembro  | Otília Amorim  | atriz, cantora    | Brasil         | m. 1970     |       |

## Mortes
| Data | Nome                | Profissão | Nacionalidade | Observações | Ref |
| ---- | ------------------- | --------- | ------------- | ----------- | --- |
| ?    | William Carr Crofts | cineasta  | Inglaterra    | n. 1846     |     |